# Anoplodactylus minutissimus
Anoplodactylus minutissimus is een zeespin uit de familie Phoxichilidiidae. De soort behoort tot het geslacht Anoplodactylus. Anoplodactylus minutissimus werd in 1954 voor het eerst wetenschappelijk beschreven door Stock. 